# Grovesend and Waungron
Grovesend and Waungron (en anglais) ou Pengelli a Waungron (en gallois) est une communauté de la cité et comté de Swansea, au pays de Galles.

## Géographie
Comme son nom l'indique, la communauté comprend les villages de Grovesend / Pengelli (en) et Waungron. Elle se trouve à une dizaine de kilomètres au nord-ouest du centre-ville de Swansea, sur la rive gauche de l'estuaire de la Loughor.

## Démographie
Au recensement de 2011, la communauté de Grovesend and Waungron comptait 1 131 habitants.